# Sarah Kiguli
Pour les articles homonymes, voir Kiguli.
Sarah Kiguli (née en 1962) est une pédiatre, universitaire et chercheuse médicale ougandaise. Elle est professeure et directrice du département de pédiatrie et de santé infantile à l'École de médecine de l'Université de Makerere (en), une composante du Collège universitaire des sciences de la santé de Makerere.

## Enfance et formation
Elle est née dans la région centrale de l'Ouganda vers 1961. Elle fréquente le lycée Gayaza (en) avant d'entrer à l'université Makerere, où elle obtient un baccalauréat en médecine et un baccalauréat en chirurgie. Sa maîtrise en médecine (en) en pédiatrie est également obtenue à Makerere. Plus tard, elle obtient une maîtrise en éducation aux professions de la santé de l'université de Maastricht aux Pays-Bas.

## Carrière
Elle effectue un stage à l'hôpital national de référence de Mulago (en)  après avoir obtenu son premier diplôme. Elle travaille ensuite comme médecin dans le même hôpital pendant encore deux ans avant de commencer le programme de maîtrise de trois ans. 
Après ses études de MMed, elle continue à travailler au département de pédiatrie du MNRH et elle est nommée chargée de cours à Makerere au département de pédiatrie et de santé infantile. À Makerere, elle est nommée au comité d'éducation de la Faculté de médecine en 2000. Elle s'implique ensuite dans la formulation d'un nouveau programme pour la faculté de médecine. 
Kiguli publie de nombreux articles dans des publications de ses pairs et maintient une pratique pédiatrique active dans le cadre de ses rendez-vous à l'hôpital et à l'université.
Elle a notamment étudié et décrit le processus qu'un consortium d'écoles de médecine ougandaises et le Medical Education Partnership for Equitable Services to all Ugandans (MESAU) ont entrepris pour définir les compétences requises des médecins diplômés en Ouganda et mettre en œuvre un enseignement médical basé sur les compétences (CBME).

## Autres responsabilités
En sa qualité de professeur de pédiatrie à la faculté de médecine de l'université de Makerere, au sein du Collège universitaire des sciences de la santé de Makerere (en), Kiguli est consultante principale en pédiatrie à l'hôpital national de référence de Mulago, l'hôpital universitaire de l'université. 